# 15109 Wilber
15109 Wilber este o planetă minoră (asteroid), cu un diametru de 2,53 km, din centura de asteroizi. A fost descoperită pe 2 februarie 2000 la Experimental Test Site⁠(d) de Lincoln Near-Earth Asteroid Research. 
Obiectul prezintă o orbită caracterizată de o semiaxă mare de 2,3649302 UAi, o excentricitate de 0,08, o înclinație de 6,65735 ° în raport cu ecliptica.